# Ющенкова
Ющенкова (укр. Ющенкова) — правый приток реки Удая, протекающий по Прилукскому району (Черниговская область).

## География
Длина — 16 или 12 км. Площадь водосборного бассейна — 69,1 км².
Река берет начало в селе Тополя (Прилукский район). Река течёт на юго-восток. Впадает в реку Удай (на 140-м км от её устья) в селе Полонки (Прилукский район).
Русло слабоизвилистое. У истоков и в среднем течении преесыхает. На реке создано два крупный пруда.
Пойма занята заболоченными участками и лесополосами.

## Притоки
- безымянный левый

## Населённые пункты
Населённые пункты на реке (от истока до устья):
Прилукский район: Тополя, Турковка, Полонки.